# Bahnstrecke Clisson–Cholet
| Bahnhofsgebäude Évrunes, November 2008 |                                 |                                                                                                 |                                                                                                 |
| Bahnstrecke Clisson–Cholet (527) |                                 |                                                                                                 |                                                                                                 |
| Streckennummer (SNCF): | 527 000                         |                                                                                                 |                                                                                                 |
| Kursbuchstrecke (SNCF): | 101.1                           |                                                                                                 |                                                                                                 |
| Streckenlänge: | 38,713 km                       |                                                                                                 |                                                                                                 |
| Spurweite: | 1435 mm (Normalspur)            |                                                                                                 |                                                                                                 |
| Maximale Neigung: | 15 ‰                            |                                                                                                 |                                                                                                 |
| Streckengeschwindigkeit: | 100, seit Sommer 2019: 130 km/h |                                                                                                 |                                                                                                 |
| |                                 |                                                                                                 |                                                                                                 |
| \| \| \| Bahnstrecke Nantes-Orléans–Saintes von Nantes \| \| \| \| 26,30,0 \| Clisson \| 43 m \| \| \| 0,2 \| Bahnstrecke Nantes-Orléans–Saintes nach Saintes \| Bahnstrecke Nantes-Orléans–Saintes nach Saintes \| \| \| ~0,4 \| Département Loire-Atlantique / Vendée \| Département Loire-Atlantique / Vendée \| \| \| 4,0 \| Cugand (ex-Cugand-La Bernardière) \| 51 m \| \| \| \| \| \| \| \| 7,2 \| Sèvre Nantaise (Viaduc de la Doucinière, 200 m) Département Vendée / Loire-Atlantique \| Sèvre Nantaise (Viaduc de la Doucinière, 200 m) Département Vendée / Loire-Atlantique \| \| \| \| \| \| \| \| 9,7 \| Boussay-La Bruffière \| 81 m \| \| \| \| \| \| \| \| 14,4 \| Ruisseau du Bon (Viaduc du Bon-Débit, ~185 m) Département Loire-Atlantique / Maine-et-Loire \| 92 m \| \| \| \| \| \| \| \| 15,2 \| Torfou \| 98 m \| \| \| ~16,2 \| D 949 (ehem. N 148bis) \| D 949 (ehem. N 148bis) \| \| \| 17,0 \| Torfou-Le Longeron-Tiffauges \| 115 m \| \| \| 17,0 \| Torfou-Tiffauges \| Torfou-Tiffauges \| \| \| ~17,1 \| D 753 (ehem. N 753) \| D 753 (ehem. N 753) \| \| \| 18,9 \| Viaduc sur le Benêt (132 m) \| 132 m \| \| \| ~24,3 \| Département Maine-et-Loire / Vendée (3×) \| Département Maine-et-Loire / Vendée (3×) \| \| \| 26,7 \| Évrunes \| 137 m \| \| \| ~26,9 \| Département Vendée / Maine-et-Loire (3×) \| Département Vendée / Maine-et-Loire (3×) \| \| \| \| \| \| \| \| 31,0 \| Bahnstrecke Vouvant-Cezais–Saint-Christophe-du-Bois von Vouvant-Cezais \| Bahnstrecke Vouvant-Cezais–Saint-Christophe-du-Bois von Vouvant-Cezais \| \| \| \| \| \| \| \| 31,1 \| Saint-Christophe-du-Bois \| 93 m \| \| \| ~33,7 \| N 249 \| N 249 \| \| \| 34,3 \| Moine (121 m) \| Moine (121 m) \| \| \| ~35,1 \| D 753 (ehem. N 753) \| D 753 (ehem. N 753) \| \| \| \| \| \| \| \| ~36,6 \| Rue Louis Pasteur (ehem. N 752); SE Anjoun (Petit Anjou) nach Nantes über Beaupréau (1896–1939) \| Rue Louis Pasteur (ehem. N 752); SE Anjoun (Petit Anjou) nach Nantes über Beaupréau (1896–1939) \| \| \| \| \| \| \| \| 38,0 \| Bahnstrecke La Possonnière–Niort von La Possonnière \| Bahnstrecke La Possonnière–Niort von La Possonnière \| \| \| 38,842,5 \| Cholet \| 125 m \| \| \| \| SE Anjou von Saumur \| \| \| \| \| Bahnstrecke La Possonnière–Niort nach Niort \| \| |                                 |                                                                                                 |                                                                                                 |
| |                                 | Bahnstrecke Nantes-Orléans–Saintes von Nantes                                                   |                                                                                                 |
| Bahnhof | 26,30,0                         | Clisson                                                                                         | 43 m                                                                                            |
| Abzweig geradeaus und nach rechts | 0,2                             | Bahnstrecke Nantes-Orléans–Saintes nach Saintes                                                 | Bahnstrecke Nantes-Orléans–Saintes nach Saintes                                                 |
| Grenze | ~0,4                            | Département Loire-Atlantique / Vendée                                                           | Département Loire-Atlantique / Vendée                                                           |
| Haltepunkt / Haltestelle | 4,0                             | Cugand (ex-Cugand-La Bernardière)                                                               | 51 m                                                                                            |
| |                                 |                                                                                                 |                                                                                                 |
| Grenze auf Brücke über Wasserlauf | 7,2                             | Sèvre Nantaise (Viaduc de la Doucinière, 200 m) Département Vendée / Loire-Atlantique           | Sèvre Nantaise (Viaduc de la Doucinière, 200 m) Département Vendée / Loire-Atlantique           |
| |                                 |                                                                                                 |                                                                                                 |
| Haltepunkt / Haltestelle | 9,7                             | Boussay-La Bruffière                                                                            | 81 m                                                                                            |
| |                                 |                                                                                                 |                                                                                                 |
| Grenze auf Brücke über Wasserlauf | 14,4                            | Ruisseau du Bon (Viaduc du Bon-Débit, ~185 m) Département Loire-Atlantique / Maine-et-Loire     | 92 m                                                                                            |
| |                                 |                                                                                                 |                                                                                                 |
| ehemaliger Haltepunkt / Haltestelle | 15,2                            | Torfou                                                                                          | 98 m                                                                                            |
| Bahnübergang | ~16,2                           | D 949 (ehem. N 148bis)                                                                          | D 949 (ehem. N 148bis)                                                                          |
| Haltepunkt / Haltestelle | 17,0                            | Torfou-Le Longeron-Tiffauges                                                                    | 115 m                                                                                           |
| ehemaliger Bahnhof | 17,0                            | Torfou-Tiffauges                                                                                | Torfou-Tiffauges                                                                                |
| Bahnübergang | ~17,1                           | D 753 (ehem. N 753)                                                                             | D 753 (ehem. N 753)                                                                             |
| Brücke über Wasserlauf | 18,9                            | Viaduc sur le Benêt (132 m)                                                                     | 132 m                                                                                           |
| Grenze | ~24,3                           | Département Maine-et-Loire / Vendée (3×)                                                        | Département Maine-et-Loire / Vendée (3×)                                                        |
| ehemaliger Bahnhof | 26,7                            | Évrunes                                                                                         | 137 m                                                                                           |
| Grenze | ~26,9                           | Département Vendée / Maine-et-Loire (3×)                                                        | Département Vendée / Maine-et-Loire (3×)                                                        |
| |                                 |                                                                                                 |                                                                                                 |
| | 31,0                            | Bahnstrecke Vouvant-Cezais–Saint-Christophe-du-Bois von Vouvant-Cezais                          | Bahnstrecke Vouvant-Cezais–Saint-Christophe-du-Bois von Vouvant-Cezais                          |
| |                                 |                                                                                                 |                                                                                                 |
| ehemaliger Bahnhof | 31,1                            | Saint-Christophe-du-Bois                                                                        | 93 m                                                                                            |
| Strecke mit Straßenbrücke | ~33,7                           | N 249                                                                                           | N 249                                                                                           |
| Brücke über Wasserlauf | 34,3                            | Moine (121 m)                                                                                   | Moine (121 m)                                                                                   |
| Strecke mit Straßenbrücke | ~35,1                           | D 753 (ehem. N 753)                                                                             | D 753 (ehem. N 753)                                                                             |
| |                                 |                                                                                                 |                                                                                                 |
| Bahnübergang · U-Bahn-Strecke von links (außer Betrieb) | ~36,6                           | Rue Louis Pasteur (ehem. N 752); SE Anjoun (Petit Anjou) nach Nantes über Beaupréau (1896–1939) | Rue Louis Pasteur (ehem. N 752); SE Anjoun (Petit Anjou) nach Nantes über Beaupréau (1896–1939) |
| |                                 |                                                                                                 |                                                                                                 |
| Abzweig geradeaus und von links · U-Bahn-Kreuzung geradeaus unten · Strecke quer | 38,0                            | Bahnstrecke La Possonnière–Niort von La Possonnière                                             | Bahnstrecke La Possonnière–Niort von La Possonnière                                             |
| Bahnhof · U-Bahn-Bahnhof | 38,842,5                        | Cholet                                                                                          | 125 m                                                                                           |
| Strecke · U-Bahn-Strecke nach links (außer Betrieb) |                                 | SE Anjou von Saumur                                                                             | SE Anjou von Saumur                                                                             |
| |                                 | Bahnstrecke La Possonnière–Niort nach Niort                                                     |                                                                                                 |

Die Bahnstrecke Clisson–Cholet ist eine 38,8 km lange, eingleisige, nicht-elektrifizierte Eisenbahnstrecke in Frankreich. Sie verläuft in West-Ost-Richtung, überwiegend im Tal der Sèvre Nantaise und verbindet die beiden in Nord-Süd-Richtung verlaufenden Bahnstrecken Nantes-Orléans–Saintes und La Possonnière–Niort.

## Geschichte
Die am 25. Juni 1882 von der französischen Staatsbahn ETAT eröffnete Strecke war zuvor Ende 1875 für gemeinnützig erklärt sowie von allgemeinem Interesse und am 31. Juli 1879 konzessioniert worden. Die endgültige Abnahme erfolgte am 10. Juli 1882. In dieser Konzessionsschrift war ausdrücklich davon die Rede, dass mit dem Bau begonnen werden könne, die endgültige Konzession noch folgen würde. Offensichtlich wurde diese aber nie ausgestellt. Man schloss damit eine Lücke im eigenen Netz zwischen Nantes und Angers, auch wenn es mit der Bahnstrecke Tours–Saint-Nazaire nördlich der Loire bereits eine deutlich kürzere Direktverbindung zwischen diesen beiden Städten gab, die von der Compagnie du chemin de fer de Paris à Orléans (PO) betrieben wurde.

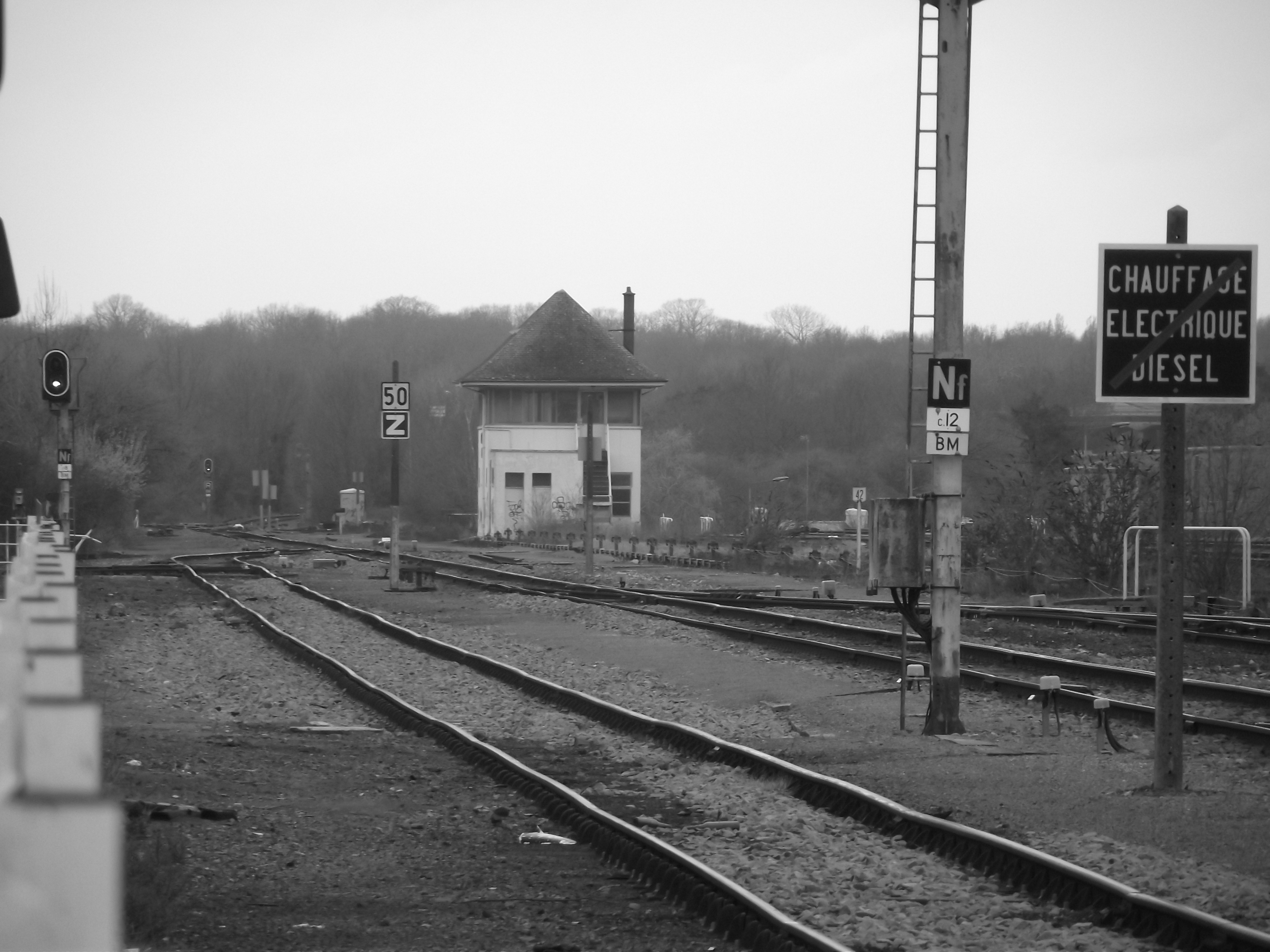
Gleisvorfeld Bahnhof Cholet, März 2011

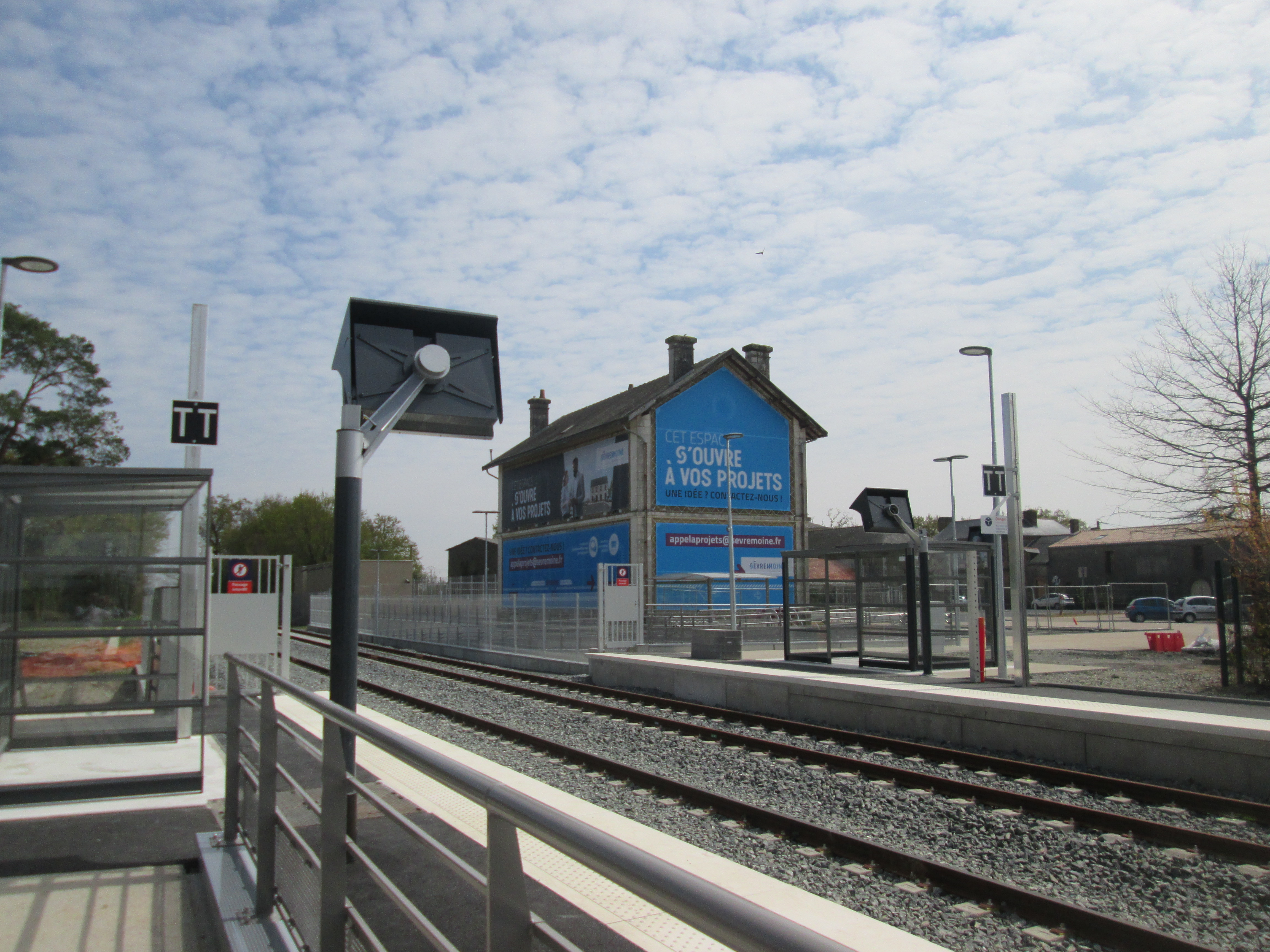
Torfou-Tiffauges nach dem Umbau, April 2019

Alle Bahnhöfe ermöglichten Zugkreuzung und waren zusätzlich mit wenigstens einem Auszugsgleis bestückt, auch wenn der Güterverkehr von Anfang an schwach und ausschließlich auf den Transport von landwirtschaftlichen Maschinen und Vieh ausgerichtet war. Entlang der Strecke gab es keinen Bergbau oder Abbau von Grundstoffen oder gar Industrie. Die heutigen Haltestellen sind ein Zeugnis des Rückbaus während der letzten Generalsanierung.
Der Rückgang des Personenverkehrs setzte in ganz Frankreich in den 1930er Jahren ein. Trotz verbesserter Querverbindungen und dem Einsatz von Schienenbussen (Autorails), die zu einer deutlichen Verkürzung der Fahrtzeiten gegenüber Dampflok-gezogenen Personenzügen führten, wurde mit der Ausdünnung des Fahrplans und der Schließung zunächst von Streckenabschnitten, dann von ganzen Strecken geantwortet. Anfang der 1970er Jahre wurde bis auf ein Zugpaar der Personenverkehr wegen der geringen Auslastung auf Omnibusse verlagert. Der einzige Schienenbus Nantes–Limoges war durchschnittlich mit 38 Fahrgästen besetzt. Dies rechtfertigte in keiner Weise den hohen infrastrukturellen Aufwand, der zur Betriebsführung erforderlich war.
Auf 11 km erfolgte wegen maroder Gleisanlage im Jahr 2010 eine Sanierung der Bahnstrecke, die anschließend wieder die Höchstgeschwindigkeit von 100 km/h ermöglichte.
Von Juli 2018 bis April 2019 wurde die Strecke total gesperrt und vollsaniert. Unterbau, Gleiskörper, Sicherungstechnik und Signalanlagen wurden grunderneuert. Ab Sommerfahrplan 2019 konnte durch verbesserte Gleislage die Höchstgeschwindigkeit auf 130 km/h angehoben werden. Im Gegenzug wurden sämtliche Weichen ausgebaut bis auf eine Ausweichstelle am ehemaligen Bahnhof Torfou. Der Halt wurde dabei platzbedingt um 100 Meter südöstlich geschoben. Die Arbeiten kosteten 48,3 Mio. Euro und wurden zu 73 % von der Région des Pays de la Loire, 13 % durch den Staat, zu 10 % durch die SNCF Réseau und zu 4 % durch Mittel der Agglomération du Choletais finanziert. Eine der Voraussetzungen – die Erhöhung der Zugpaare von vier auf zehn – wurde dabei umgesetzt.